# Espada e feitiçaria

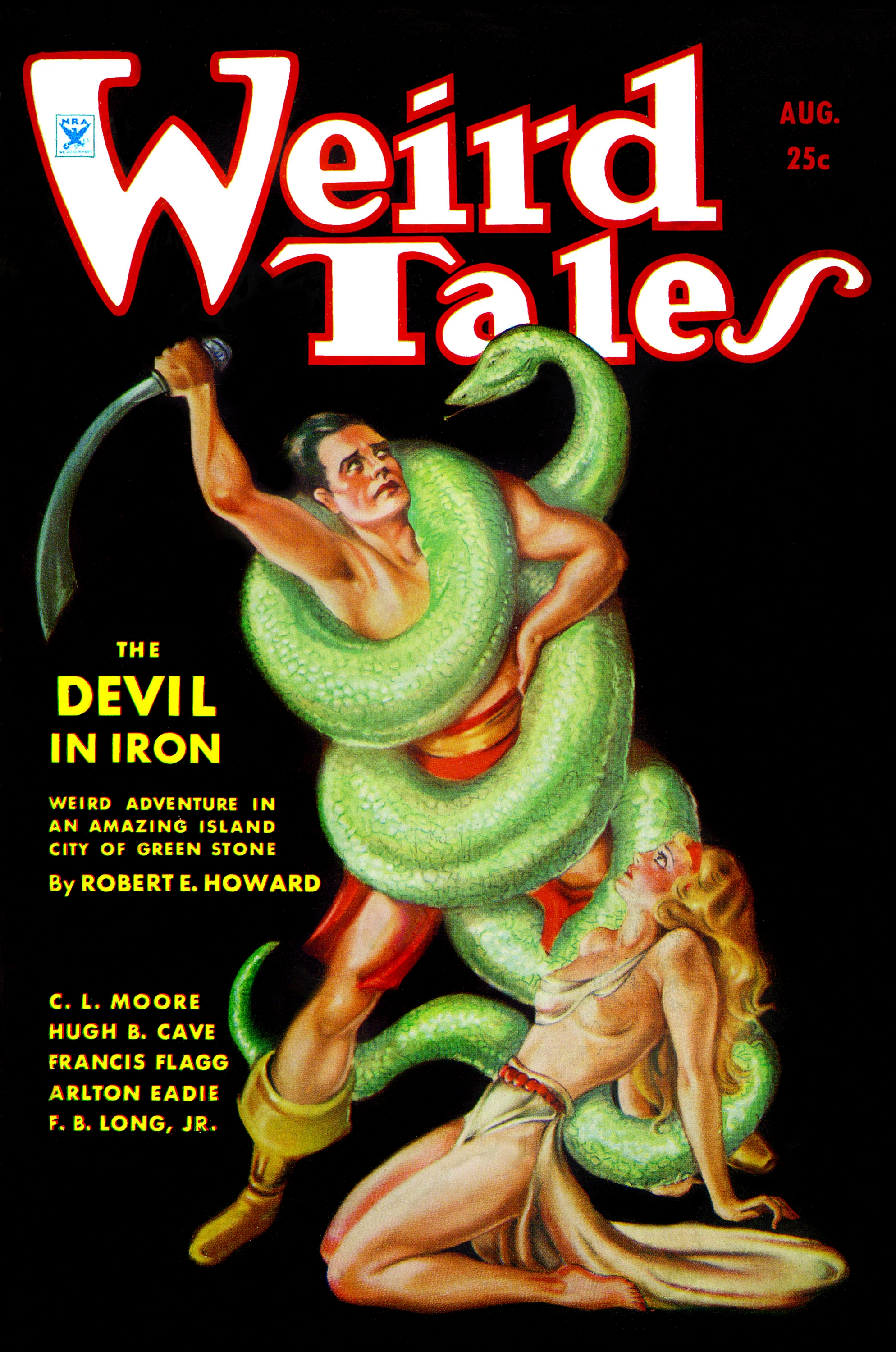
Capa da revista Weird Tales (1934) com o conto Devil in Iron, um conto de Conan, original de Robert E. Howard

Numa tradução literal, espada e feitiçaria, espada e bruxaria ou espada e magia,  (sword and sorcery, no original)  é um sub-gênero da fantasia e da fantasia histórica, geralmente caracterizado por heróis espadachins envolvidos em conflitos emocionantes e violentos. Um elemento de romance está sempre presente, como um elemento de magia e do sobrenatural. Ao contrário de obras de alta fantasia, os contos, embora dramáticos, concentram-se principalmente em batalhas pessoais dos heróis, em vez de questões que podem afetar os mundos em que estes habitam.
Um gênero de filme tangencialmente relacionado com espada e feitiçaria, pelo menos no nome, é a Espada e sandália, embora seus temas são geralmente orientados para os tempos bíblicos e da Antiguidade, em vez de fantasia.

## Origem
O termo "espada e feitiçaria" foi cunhado pela primeira vez em 1961, quando o autor britânico Michael Moorcock publicou uma carta no fanzine Amra, exigindo um nome para o tipo de história de fantasia e aventura escrito por Robert E. Howard. Ele havia proposto inicialmente o termo "fantasia épica". No entanto, o célebre escritor americano Fritz Leiber respondeu na revista Ancalagon (6 de abril de 1961), sugerindo ,  espada e feitiçaria como um bom slogan popular para o campo.
Apesar de não ser mencionado explicitamente na carta de Leiber, o gênero de filmes "espada e sandália", surgido na Itália, que descreve as aventuras heroicas nas configurações derivadas da Bíblia ou da mitologia grega, estava no auge de sua popularidade nos Estados Unidos no momento em que a carta foi escrita.

## Obras seminais
O gênero foi definido, fortemente, pela obra de Robert E. Howard, em particular seus contos de Conan, o Bárbaro e Kull da Atlântida, a maioria publicada na Weird Tales de 1932 e 1929, respectivamente.
Outros livros e séries que definem o gênero de espada e feitiçaria incluem:
- As séries de contos Zothique e Hyperborean de Clark Ashton Smith, começando com  "The Empire of the Necromancers" e The Tale of Satampra Zeiros
- A série de contos Jirel of Joiry de C. L. Moore, começando com "Black God's Kiss" (1934), que introduziu a primeira notável heroína de espada e feitiçaria. [14]
- Fafhrd and the Gray Mouser de Fritz Leiber, começando com "Two Sought Adventure" (1939)
- Elric de Michael Moorcock, começando com  The Dreaming City (publicada em 1961 na revista Science Fantasy), notável por sua adesão ao contra estereótipo.
- Swords and Sorcery de L. Sprague de Camp, a primeira antologia de espada e feitiçaria,  Pyramid Books, Dezembro de 1963.
- Kane de Karl Edward Wagner, começando com Darkness Weaves (1970), creditado com a revitalização do gênero.[15]

- Thieves World de Robert Lynn Asprin, uma série de antologias de universo compartilhado criado em 1978.
- Return to Nevèrÿon de Samuel R. Delany, uma série de três coleções de histórias e um romance influenciado pela teoria crítica, publicado de 1979 a 1987.
- Imaro de Charles R. Saunders, começando com Imaro (1981), uma coleção de contos publicados pela primeira vez na década de setenta no fanzine Dark Fantasy, que introduziu o primeiro protagonista negro de espada e feitiçaria.
- Kothar, Kyrik e Crom the Barbarian de Gardner Fox, sendo Crom, a primeira série de quadrinhos do gênero.[16]

Outras de histórias de fantasia pulp, tais como Barsoom de Edgar Rice Burroughs e Sea Kings of Mars de Leigh Brackett se assemelham a espada e feitiçaria, mas,  ciência alienígena substitui o sobrenatural, e geralmente são descritos como romance planetário ou espada e planeta, gêneros mais ligados a ficção científica.
Apesar disso, romance planetário está estreitamente alinhada com espada e feitiçaria,, o trabalho de Burroughs, Brackett, e outros foram significativos na criação e difusão de espada e feitiçaria.
Otis Adelbert Kline, que foi agente literário de Robert E. Howard, também escreveu histórias similares. Em 1939, após quase três anos do falecimento de Howard, foi publicado nas páginas da revista Weird Tales, o romance Almuric, cuja autoria é atribuída a Howard.

## Revival
Da década de 1960 até a década de 1980, sob a orientação de Lin Carter, um seleto grupo de escritores formaram a  Swordsmen and Sorcerers Guild of America (SAGA)  para promover e ampliar o gênero espada e feitiçaria. De 1973 a 1981, cinco antologias de contos de membros SAGA foram publicados: editadas por Carter, estas foram conhecidas coletivamente como Flashing Swords !. Devido a estas e outras antologias (como a série Ballantine Adult Fantasy), a sua própria obra, e sua crítica, Carter é considerado um dos mais importantes divulgadores do gênero de fantasia em geral, e espada e feitiçaria em particular.
Outra espada série de antologia notável que decorreu de 1977 a 1979 foi Swords Against Darkness (Zebra Books), editada por Andrew J. Offutt. Esta série teve cinco volumes e contou histórias de autores como Poul Anderson, David Drake, Ramsey Campbell, Andre Norton, e Manly Wade Wellman.
Na década de 1980, espada e feitiçaria foi usado como um termo depreciativo para os filmes baratos de fantasia que surgiram na época como um resultado do sucesso da adaptação cinematográfica de Conan, o Bárbaro (1982), figura emblemática do gênero. O termo também é usado depreciativamente por escritores e leitores de fantasia épica. Revistas como Black Gate e os e-zines Flashing Swords (não confundir com as antologias Lin Carter) e Beneath Ceaseless Skies publicam contos do gênero.

## Autoras e personagens femininas

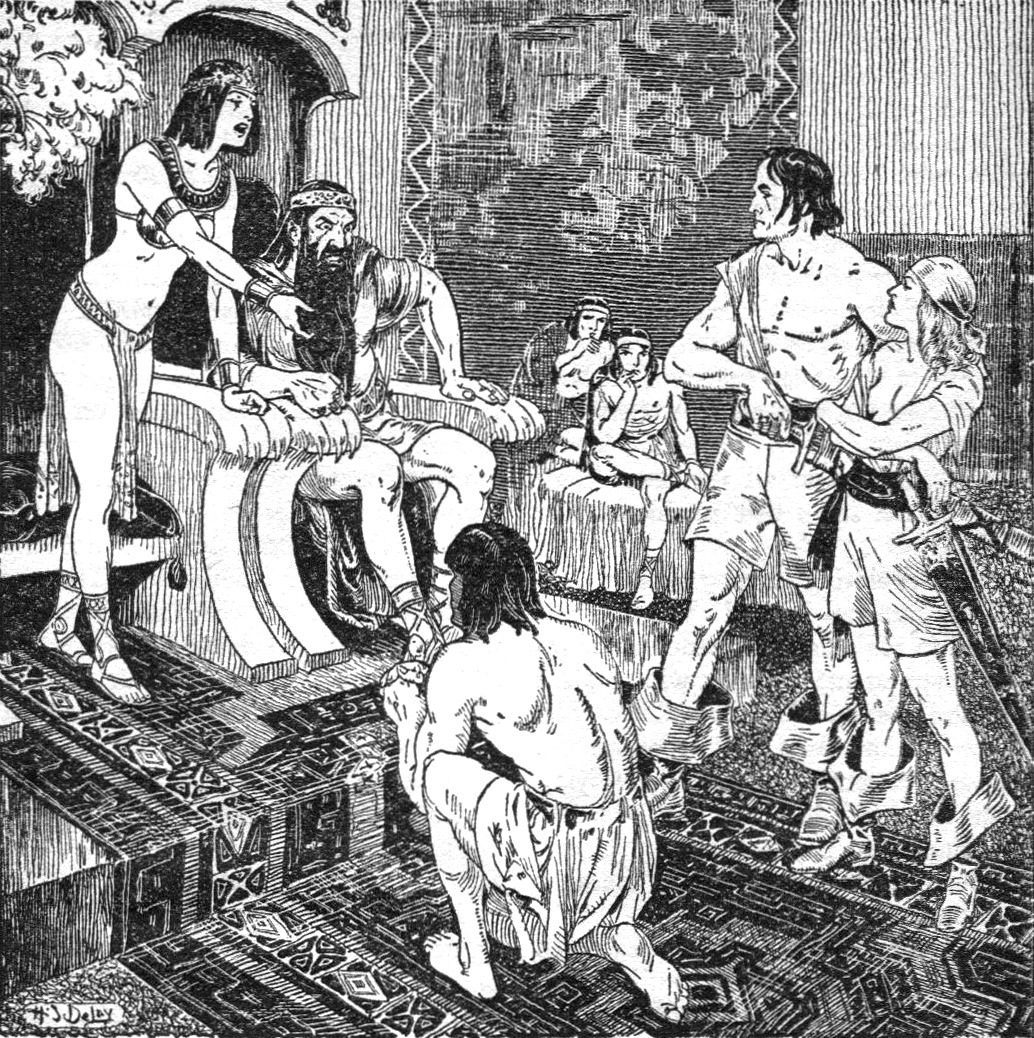
Conan e Valeria em Red Nails, Weird Tales (agosto / setembro de 1936, vol. 28, n. 2), arte de Harold S. De Lay.

Apesar da importância do C. L. Moore, Leigh Brackett, Andre Norton, e outras autoras, bem como a primeira heroína, Jirel of Joiryl de C. L. Moore, espada e feitiçaria tem sido caracterizada como tendo um viés fortemente masculino. Personagens femininas eram donzelas geralmente em dificuldades para ser resgatado ou protegidas, ou de outra forma serviam como um incentivo ou recompensa para as aventuras de um herói masculino. As mulheres que tiveram sua próprias aventuras muitas vezes para combater a ameaça de estupro, ou por motivo de vingança.
Sword and Sorceress série de antologia de Marion Zimmer Bradley (1984 em diante) tentou o inverso. Bradley encorajou escritoras e a criação de protagonistas femininas: as histórias apresentam espadachins hábeis e feiticeiras poderosas. A série foi imensamente popular e Bradley estava editando seu volume final, no momento da sua morte (a série continuou com outros editores). 
O primeiro escritor de espada e feitiçaria, Robert E. Howard, tinha opiniões feministas, que ele adotou tanto na vida pessoal quanto profissional. Ele escreveu para seus amigos e associados defendendo as conquistas e capacidades das mulheres. Fortes personagens femininas nas obras de ficção de Howard incluem Dark Agnes de Chastillon (primeira aparição em "Sword Woman", por volta de 1932-34), a pirata moderna Helen Tavrel ("A Ilha dos Piratas" Doom ", 1928), bem como duas piratas e Conan, o Bárbaro, personagens de apoio, Bêlit ("The Isle of Pirates' Doom", 1934) e Valeria da Irmandade Vermelha ("Red Nails", 1936).
Introduzida como uma personagem menor em uma história histórica não-fantástica de Howard, "The Shadow of the Vulture", Red Sonya of Rogatino viria a inspirar uma heroína chamada Red Sonja, que apareceu pela primeira vez na série de quadrinhos da Marvel Comics, Conan, o Bárbaro escrita por Roy Thomas e ilustrada por Barry Windsor-Smith. Red Sonja ganhou seu próprio título, eventualmente, uma série de romances por David C. Smith e Richard L. Tierney, bem como a adaptação para o cinema de Richard Fleischer lançada em 1985.